# 富田景政
富田 景政（とだ かげまさ）は、戦国時代の武将。通称は治部左衛門。

## 概要
富田景家の三男で、眼病を患ったため剃髪した兄・富田勢源より家督を譲られた。はじめ越前朝倉氏に仕えていたが、その没落後は前田利家に仕え、後に七尾城の守将となる。賤ヶ岳の戦いで子の景勝が戦死すると、同じく朝倉氏に仕えていた山崎景邦の息子を婿養子として迎えた。この婿養子が後に「名人越後」と称される富田重政である。
弟子には一刀流の流祖・伊藤一刀斎の師となる鐘捲自斎（富田勢源の弟子との説もある）がいる。また豊臣秀吉の甥である秀次に剣術を指南した。